# Titanium Centro de Negocios
Edificio Titanium, Titanium Centro de Negocios o Inmobiliaria Andreson's es un edificio ubicado en el Periférico Ecológico, en Ciudad Judicial siglo XXI, colonia Reserva Territorial Atlixcáyotl en el municipio de San Andrés Cholula, en la Zona Metropolitana de Puebla.

## Forma
- Su altura es de 78 metros y tiene 18 pisos.

## Detalles importantes
- Su construcción comenzó en el 2008 y concluyó en el 2010.
- Su uso es corporativo.
- Cuenta con 3 elevadores.
- Diseño estructural por PIVASA.

## Datos clave
- Altura - 78 metros.
- Pisos - 18 pisos.